# Monosakkarid
Monosakkarider (fra oldgræsk monos: enkelt, sacchar: sukker), også kaldet simpelt sukkerstof er den simplest type sukker og den mest grundlæggende enhed (monomerer), som alle kulhydrater består af. Kemisk er monosakkarider er polyhydroxialdehyder med formlen H-[CHOH]n-CHO eller polyhydroxyketoner med formlen H-[CHOH]m-CO-[CHOH]n-H med tre eller flere carbontomer.
De er normalt farveløse, vandopløselige og krystallinske organiske faste stoffer. I modsætning til deres navn (sukker), så er det nok nogle monosakkarider, der har en sød smag. De fleste monosakkarider har formlen (CH2O)x (selvom ikke alle molekyler med denne formel er monosakkarider).
Eksempler på monosakkarider inkluderer glukose (dextrose), fruktose (levulose) og galaktose. Monosakkarider er byggeblokke i disakkarider (som sukrose, laktose og maltose) og polysakkarider (som cellulose og stivelse). Hvidt sukker, der er den mest almindelige type sukker, har sit navn fra disakkariden sukrose, der igen består af de to monosakkarider D-glukose og D-fruktose.
Hvert carbonatom der er forbundet til en hydroxylgruppe er kiralt, bortset fra i enden af carbonkæden. Det giver mulighed for en række isomerer, der alle har samme kemiske formel. Eksempelvis er galaktose og glukose begge aldohexoser, men har meget forskellige fysiske strukturer og kemiske egenskaber.
Monosakkariden glukose spiller en vigtig rolle i metabolisme, hvor der bliver dannet kemisk energi via glykolyse og citronsyrecyklussen, der giver energi til levende organismer. Maltose er dehydreret kondesat af to glukosemolekyler.